# Palmanella
Palmanella är ett släkte av kräftdjur som beskrevs av Hirschmann 1916. Palmanella ingår i familjen Cytheridae.
Släktet innehåller bara arten Palmanella limicola.